# Sarah Ramos
Sarah Emily Ramos (Los Angeles, 21 maggio 1991) è un'attrice statunitense.

## Biografia
Sarah Ramos è nata a Los Angeles, California. Suo padre ha ascendenza ispanica e per un quarto filipppina e sua madre è ebrea. Si è interessata alla recitazione in giovane età. La Ramos ha iniziato a sviluppare le sue capacità di recitazione all'età di 9 anni.

## Filmografia

### Attrice

#### Cinema
- In Vein – cortometraggio (2001)
- Walking Out on Love – cortometraggio (2007)
- Single ma non troppo (How to Be Single), regia di Christian Ditter (2016)
- Slash, regia di Clay Liford (2016)
- We Don't Belong Here, regia di Peer Pedersen (2017)
- The Boy Downstairs, regia di Sophie Brooks (2017)
- Ask for Jane, regia di Rachel Carey (2018)

#### Televisione
- American Dreams – serie TV, 61 episodi (2002-2005)
- Scrubs - Medici ai primi ferri (Scrubs) – serie TV, episodio 4x22 (2005)
- Close to Home - Giustizia ad ogni costo (Close to Home) – serie TV, episodio 1x14 (2006)
- Runaway - In fuga (Runaway) – serie TV, 10 episodi (2006)
- Law & Order - I due volti della giustizia (Law & Order) – serie TV, episodio 17x17 (2007)
- I maghi di Waverly (Wizards of Waverly Place) – serie TV, episodio 2x02 (2008)
- Senza traccia (Without a Trace) – serie TV, episodio 7x04 (2009)
- Lie to Me – serie TV, episodio 1x03 (2009)
- Ghost Whisperer - Presenze (Ghost Whisperer) – serie TV, episodio 4x15 (2009)
- Parenthood – serie TV, 57 episodi (2010-2015)
- Private Practice – serie TV, episodio 6x13 (2013)
- The Affair - Una relazione pericolosa (The Affair) – serie TV, episodi 3x01, 3x03 e 5x09 (2016)
- Midnight, Texas – serie TV, 12 episodi (2017-2018)
- Winning Time - L'ascesa della dinastia dei Lakers (Winning Time: The Rise of the Lakers Dynasty) – serie TV, 10 episodi (2022-2023)
- The Bear – serie TV, episodi 2x07-3x05-3x10 (2023-2024)
- Chicago Med – serie TV (2024-2025)
- Chicago Fire – serie TV, episodio 13x11 (2025)
- Chicago P.D. – serie TV, episodio 12x11 (2025)

### Doppiatrice
- I Griffin (Family Guy) – serie animata, episodio 9x15 (2011)
- Robot Chicken – serie animata, episodio 6x07 (2012)

## Doppiatrici italiane
Nelle versioni in italiano delle opere in cui ha recitato, Sarah Ramos è stata doppiata da:
- Letizia Ciampa in Runaway - In fuga, Winning Time - L'ascesa della dinastia dei Lakers
- Veronica Puccio in Parenthood, Private Practice
- Maria Letizia Scifoni in Ghost Whisperer - Presenze
- Ughetta D'Onorascenzo in The Affair - Una relazione pericolosa
- Sofia Ciccarone in American Dreams
- Gemma Donati in Midnight, Texas
- Perla Liberatori in The Bear
- Giulia Franceschetti in Chicago Med
- Valentina Stredini in Natale a Nothing Hill